# Braque de Weimar

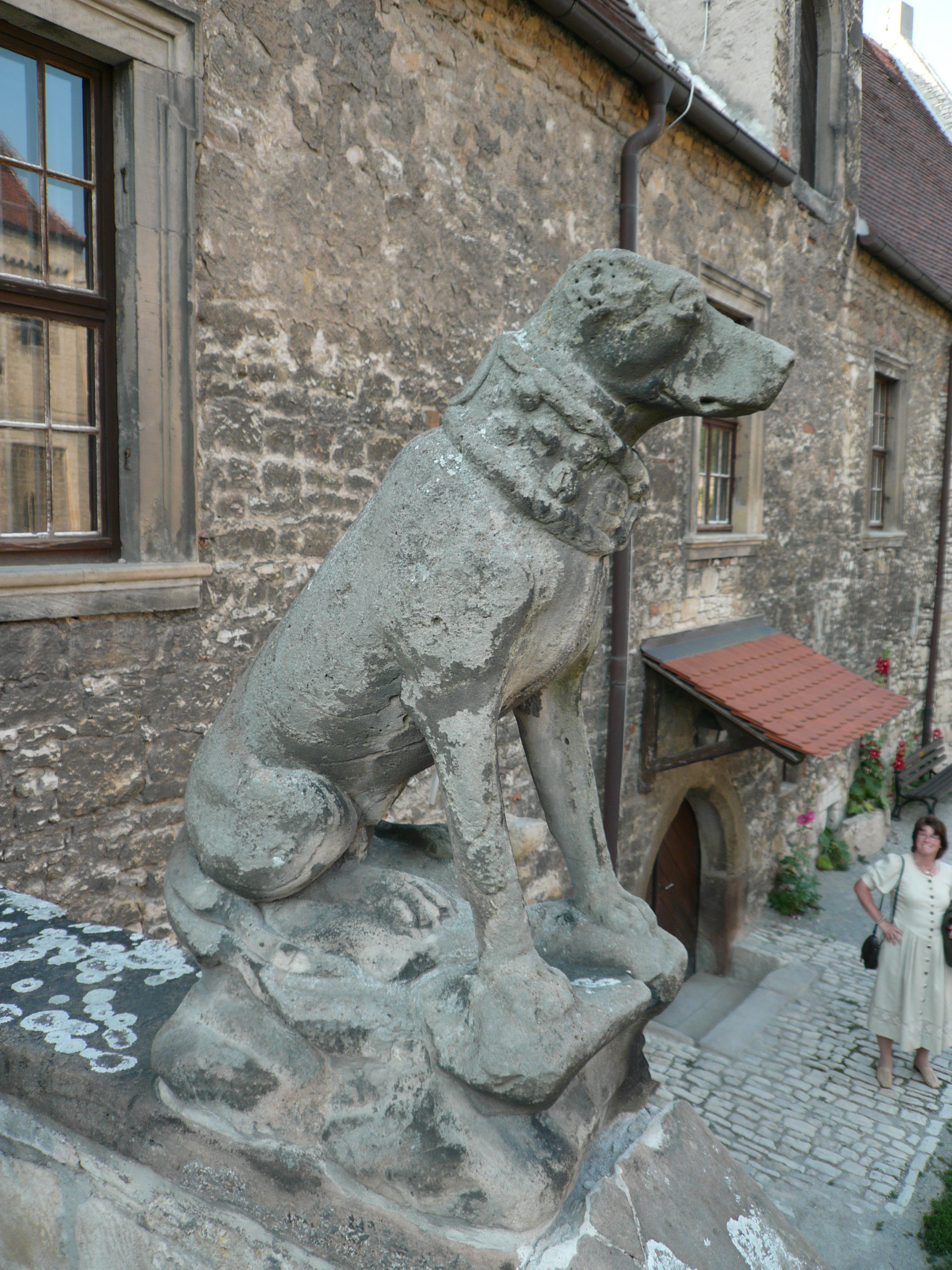
Scultpture médiévale d'un Braque de Weimar au château fort de Freyburg, en Saxe (les oreilles de l'animal étaient rapportées à l'ensemble par des chevilles, mais ont disparu par l'injure du temps).

Le braque de Weimar est une race de chien originaire d'Allemagne à la robe grise originellement chien courant puis développée comme chien d'arrêt. Le nom provient du Duché de Saxe-Weimar où la cour de Charles-Auguste en appréciait les qualités de chasse.
Le braque de Weimar est un chien d'arrêt de grande taille, caractérisé par sa robe de couleur grise. C'est un braque musculeux, bien équilibré et de proportions harmonieuses. Il existe deux variétés : le braque de Weimar à poil court, la plus répandue, et le braque de Weimar à poil long.

## Historique
Un braque à robe d'apparence grise est connu en Saxe-Weimar dès le XVIIe siècle. Le Grand-duc Charles-Auguste est le premier à en posséder et à élever ce précurseur du braque de Weimar qui n'est pas un chien d'arrêt mais un chien courant. Il est utilisé par la noblesse du Grand-duché de Weimar pour chasser le loup, le lynx, les cerfs et les sangliers et également pour la destruction des nuisibles (renards et chats sauvages),.
Avec l'apparition des armes à feu, le braque devient un chien d'arrêt et utilisé comme tel. 
À partir des années 1890, la race est soumise à un élevage planifié et contrôlé par l’inscription dans un livre des origines : les croisements avec les autres races sont alors évités, ce qui fait du braque de Weimar la plus ancienne race de chiens d'arrêt allemands. La variété à poil long est reconnu en 1935.

Durant l'entre-deux-guerres, le prince de Ratibor, président du Club autrichien, organise aussi des courses de traîneau avec des braques de Weimar afin d'en prouver la puissance et l'endurance. 

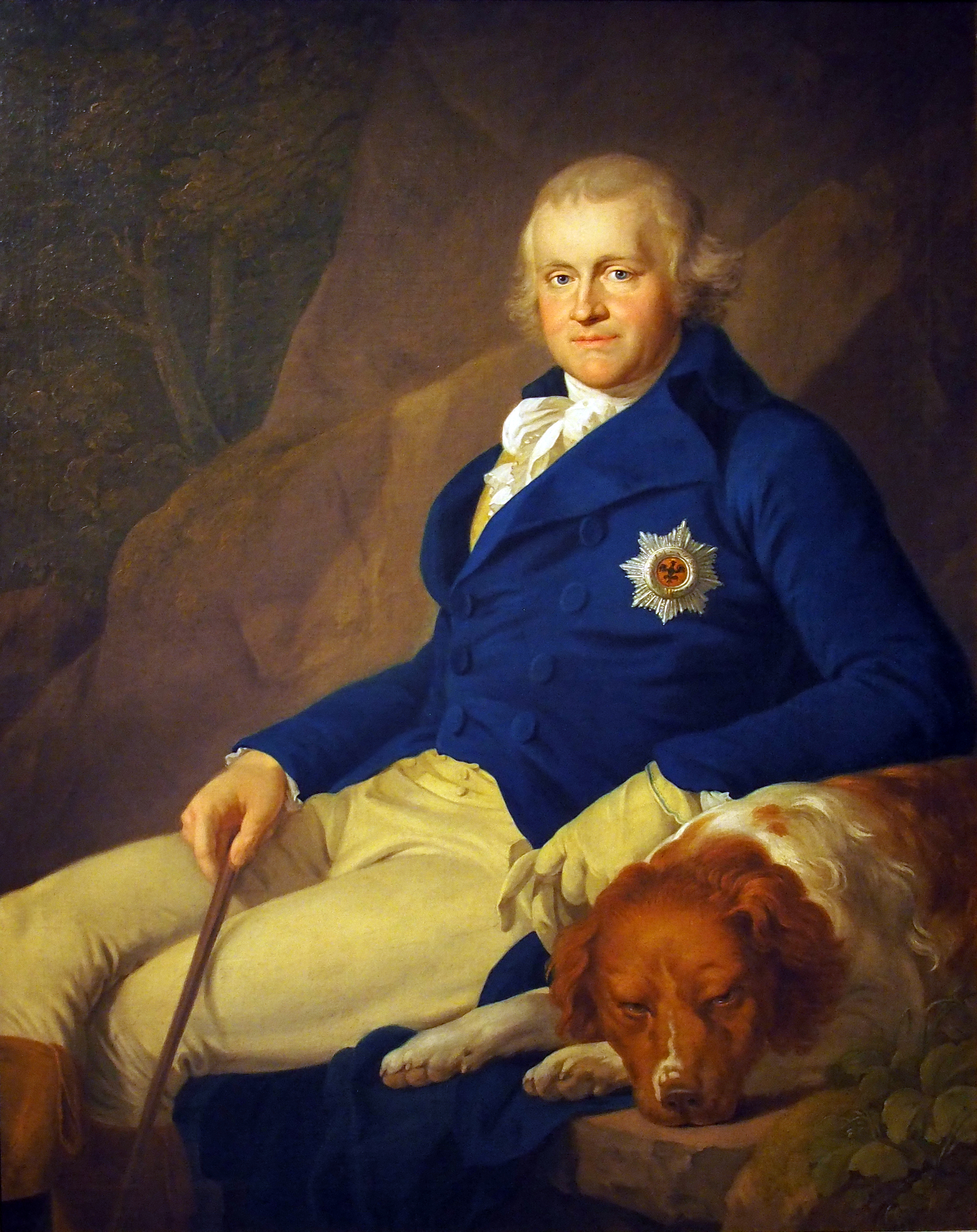
Le Grand-duc Charles-Auguste.

En France, le Cercle des Amateurs du Braque est créé en 1978.
En 2011, selon le livre des origines français, il a eu 1 514 naissances de braques de Weimar à poil court enregistrée en France pour 38 braques à poils longs : il s'agit de la troisième race la plus populaire du groupe 7 (« Chiens d'arrêt ») en nombre de naissances.

## Standards
Pour qu'un chien puisse prétendre être de la race, il doit répondre au standard de la race. Le standard du braque de Weimar pour la Fédération cynologique internationale est le no 99, il fait partie du groupe 7 contenant les chiens d'arrêt. Correspondre à un standard n'est pas suffisant pour qu'un chien soit dit « de race ». Il faut également qu'il ait été inscrit au Livre des Origines du pays de naissance, par exemple, le livre des origines français, et qu'avant l'âge de deux ans, il ait été confirmé par un juge certifiant la correspondance au standard de la race.

### Corps

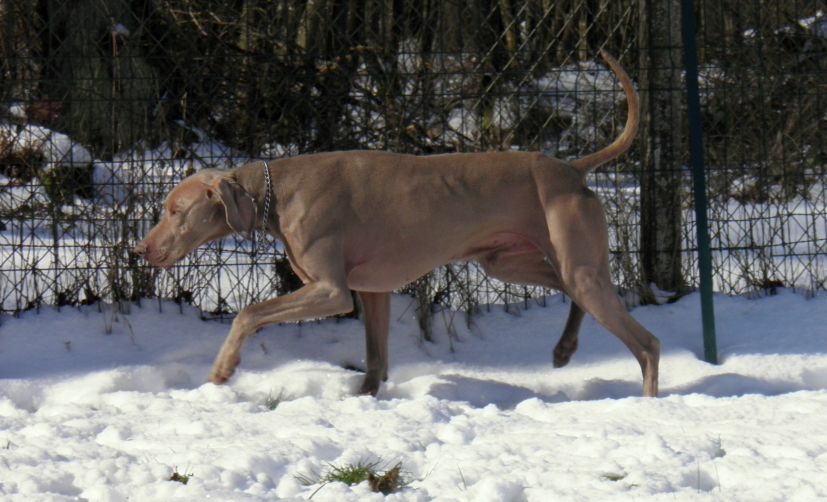
Braque de Weimar à poil court.

L'aspect général du braque de Weimar est celui d'un chien de grande taille. La taille idéale au garrot est comprise entre 59 et 70 cm pour les mâles (30 à 40 kg) et 57 à 65 cm pour les femelles (25 à 35 kg). Le corps est relativement long et ferme, rectiligne, la croupe oblique. Le corps est parfaitement proportionné, il s'inscrit presque dans un carré. Le rapport idéal entre la longueur du tronc et la hauteur au garrot est de 12/11e. La musculature est puissante. Le poitrail est profond et large, il descend quasiment à la hauteur du coude. La poitrine du braque de Weimar est puissante. Les membres sont hauts, secs, parallèles et pas trop écartés. Les ongles sont gris clair à gris foncé.
La queue, portée un peu bas en comparaison d'autres races (le braque allemand, par exemple), est puissante. Elle est pendante au repos, au travail ou lorsque le chien est attentif, la queue est portée à l’horizontale. Elle peut être coupée lorsque la législation l'autorise.

### Tête

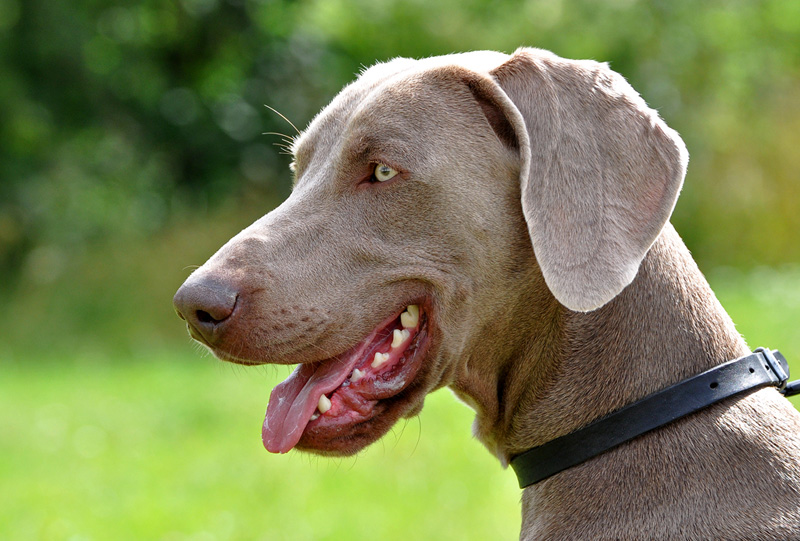
Portrait d'un braque de Weimar.

La tête du braque de Weimar est en rapport avec le reste de son corps. Elle est plus large chez le mâle que chez la femelle. La ligne du front et les lignes du chanfrein sont pratiquement parallèles. Le chanfrein est droit ou légèrement busqué. Le nez est plutôt long, le stop est peu marqué, la mâchoire est puissante. Le truffe est grande et surplombe la mâchoire inférieure. Elle est de couleur chair-foncé, tirant graduellement sur le gris vers l’arrière. Les yeux du braque de Weimar sont de couleur ambre clair à foncé. Les chiots ont les yeux bleus de la naissance à l'âge de six mois environ. 
L'oreille est une caractéristique de la race, portée haut elle doit être longue sans excès, large et tombante. Lorsqu'elle est tirée vers l'avant, elle doit atteindre la commissure des lèvres. 

### Poil

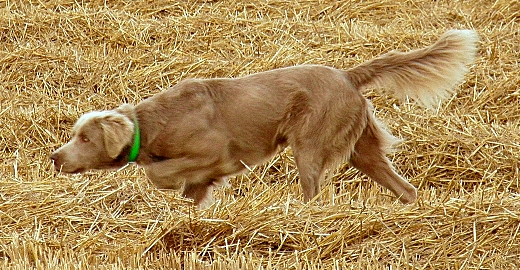
Le poil du braque de Weimar à poil long forme un beau panache pour la queue.

Le braque de Weimar existe en deux variétés de poil : poil long ou court (ras). Pour le ras, le poil de couverture est dru, très épais, bien couché. Bien que court, il est plus long et plus dense que chez la plupart des races de chiens comparables. Le sous-poil est rare ou inexistant.
Pour le poil long, le poil de couverture est souple, lisse ou légèrement ondulé, avec ou sans sous-poil. Il est plus court sur la tête. Au point d’attache des oreilles, il est long et bien tombant : à l’extrémité des oreilles, un poil velouté est admis. Sur les côtés, la longueur du poil varie de 3 à 5 cm. Il est plus long sous le cou, au poitrail et sur le ventre. Il forme une bonne culotte et des franges, un beau panache pour la queue. Le poil est présent entre les orteils.
Même si la couleur de sa robe est en réalité génétiquement beige, celle-ci doit donner l'impression d'être gris argent, avec des nuances allant du gris clair au gris foncé. Mais le gris brunâtre n'est pas souhaitable. La tête est généralement plus claire, surtout chez les sujets à pigmentation foncée. Une bande plus foncée sur le dos, appelée « raie d'anguille » peut exister. Les flammes rousses aux joues et aux membres rappelant celles du Doberman sont pénalisées. Si les traces de « feu » sont très prononcées, le sujet doit être refusé à la confirmation. Les marques blanches sont tolérées sur le poitrail et les doigts si elles ne sont pas excessives et ne peuvent sanctionner en exposition un sujet qui présente de réelles aptitudes et un caractère excellent,.

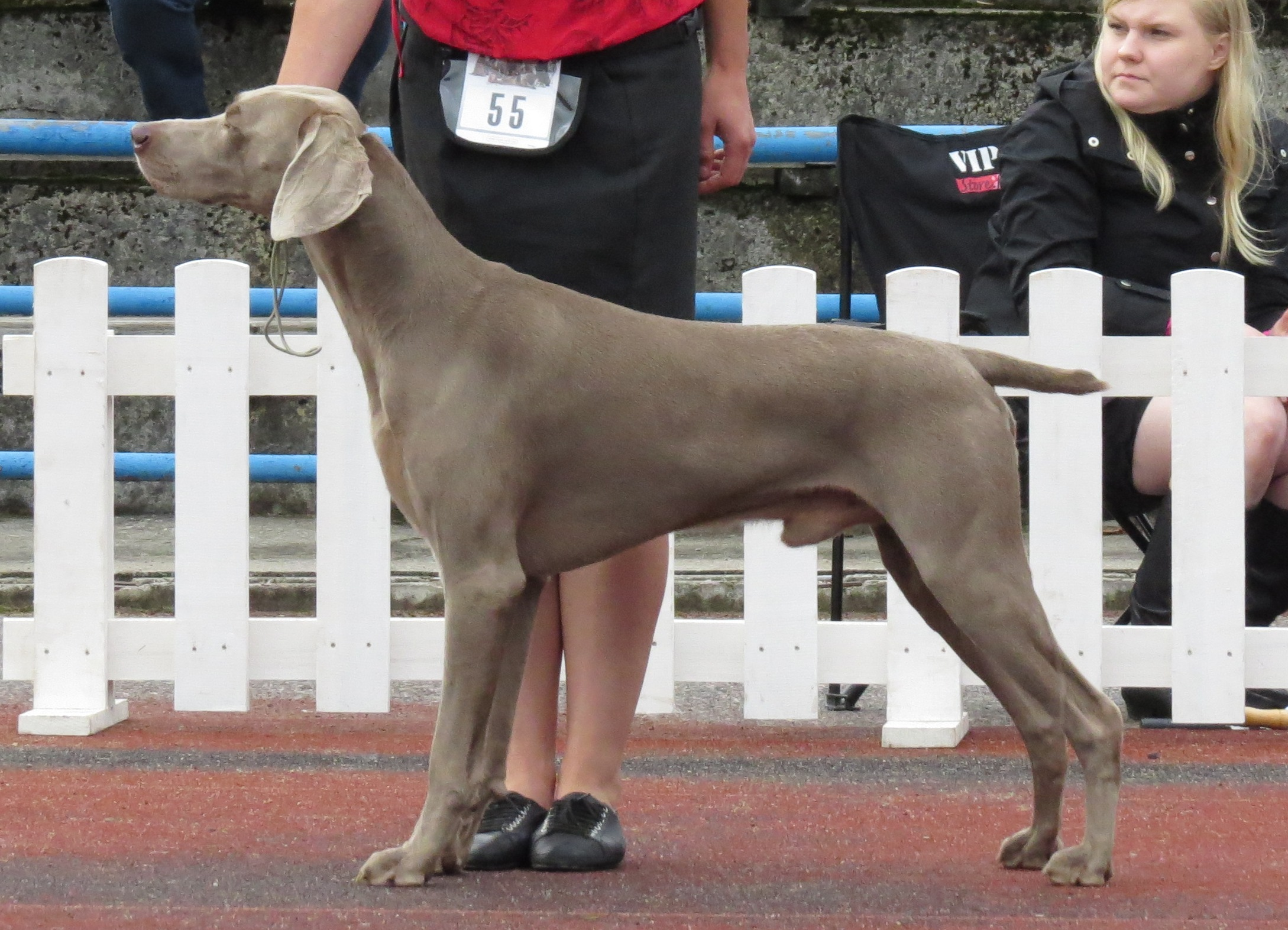
Braque de Weimar, variété à poil court.
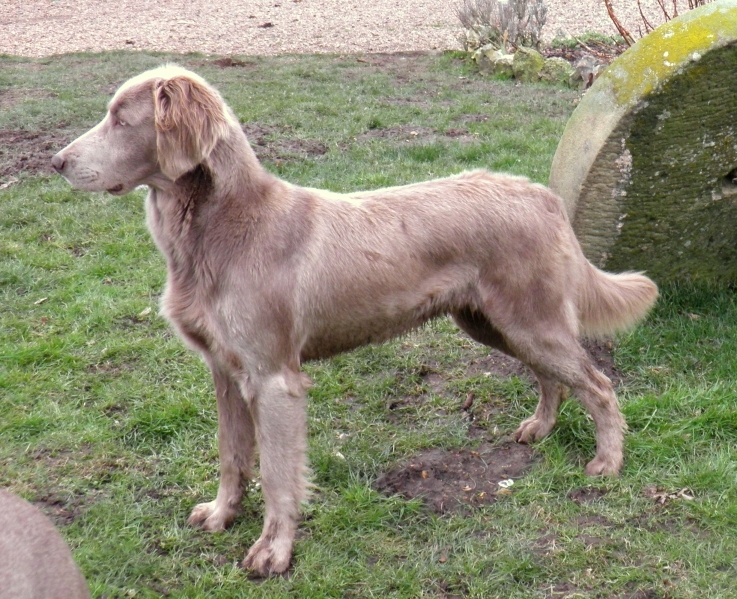
Braque de Weimar, variété à poil long.

## Comportement et caractère
Le braque de Weimar est un chien de chasse polyvalent, docile, équilibré et passionné par la chasse. Il est un chien facilement sociable. L'exercice est fondamental pour ce chien car il est vif et a besoin de se dépenser. En ville, de fréquentes promenades et des loisirs sportifs lui sont indispensables. C'est également un chien qui nécessite suffisamment de fermeté. Il est cependant facile de le canaliser à condition que vous soyez clair dans vos attentes. Très sociable avec les enfants, il est même très protecteur, mais sans aucune agressivité.

## Utilisation

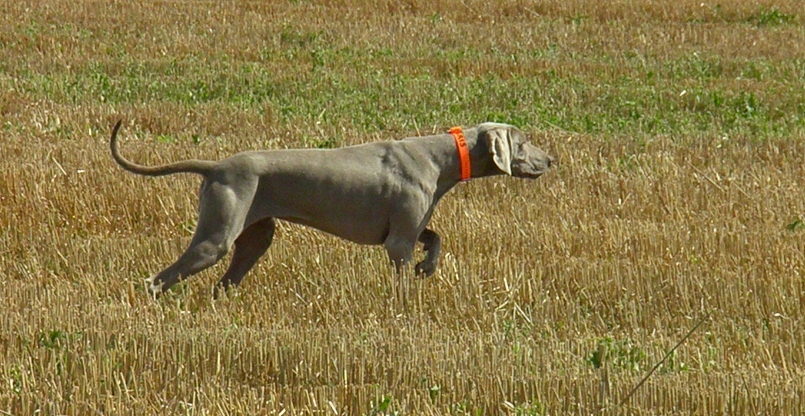
Braque de Weimar en arrêt.

Le braque de Weimar est un chien du 7e groupe, section 1.1 (Chiens d’arrêt continentaux, type « braque »).  Le standard de travail décrit une quête systématique et harmonieuse, en contact permanent avec le conducteur. La quête est de longueur moyenne, toujours à une portée de fusil du conducteur, d'environ 80 m. L'arrêt se fait debout, avec une impression de tension vers le gibier.
Par son caractère, le braque de Weimar peut également se révéler être aussi bien un bon chien de compagnie que de garde. Très puissant au niveau de la masse musculaire et très résistant à la neige et au grand froid grâce à ses multiples croisements de races[réf. nécessaire].
Le braque de Weimar est un chien d'arrêt très apprécié par de nombreux chasseurs. Il est également un bon chien pour l'agility, le canicross, le concours d'obéissance, la course de traîneaux et même le cavage. 

## Santé
Le braque de Weimar est un chien robuste et rustique, l'espérance de vie est de 12 ans.

### Prédispositions
Le braque de Weimar, comme beaucoup de grands chiens, présente un risque élevé de retournement de l'estomac,. Le retournement d'estomac est une affection grave pouvant entraîner la mort. En effet, le braque de Weimar est un chien glouton et son estomac est parfois soumis à rude épreuve. Pour éviter cela une simple solution de prévention : faites deux repas au lieu d'un seul et éviter les efforts physiques après les repas. 

### Maladies héréditaires
La race est prédisposée à certaines maladies. Elle est occasionnellement atteinte par la dysplasie du coude. L’œil est occasionnellement atteint par le distichiasis, le trichiasis parfois avec entropion et la dystrophie cornéenne épithéliale, de même une fente palpébrale trop large et l'éversion de membrane nictitante sont des malformations signalées. La hernie ombilicale est très fréquente. D'autres maladies génétiques sont signalées pour le braque de Weimar comme l'alopécie des mutants de couleur, l'asthénie cutanée, l'hémophilie A et la dysplasie rénale. Le syndrome de Wobbler, dont le déterminisme génétique est non connu. Les tumeurs suivantes peuvent apparaître dans cette race : le mastocytome, le lipome, des tumeurs des cellules de Sertoli et autres tumeurs testiculaires. On peut également ajouter l'épilepsie à cette liste.
A noter que des tests ADN existent pour se prémunir contre diverses maladies. Ces tests existants, nous vous encourageons fortement à demander des reproducteurs testés : 
- HUU - HYPERURICOSURIE

Prédisposition aux calculs urinaires. La fréquence est de l'ordre de 35%
Seulement 30% des chiens atteints déclareront des symptômes de la maladie et donc ce gène défaillant peut passer complètement inaperçu, quel que soit l'âge des reproducteurs.

La transmission est autosomique récessive
- SD - DYSRAPHISME SPINAL

Trouble de la motricité des membres postérieurs causé par une malformation de la moelle épinière. 10% d'affection officiellement, mais les chiots atteints et "éliminés" ne sont pas comptabilisés... 

La transmission est autosomique récessive
- HYM - HYPOMYÉLINISATION

Tremblements, provoqués par une épaisseur anormale de la gaine de myéline, qui recouvre les neurones présents dans la moelle épinière.
10% d'affection officiellement, mais les chiots atteints et "éliminés" ne sont pas comptabilisés... 

La transmission est autosomique récessive
- MD - MYÉLOPATHIE DÉGÉNÉRATIVE

Dégénérescence progressive de la moelle épinière conduisant à la paralysie et donc l'euthanasie.

La transmission est autosomique récessive
La dysplasie coxo-fémorale est à surveiller, car elle touche environ 12 % des individus, raison pour laquelle le dépistage des reproducteurs est fortement conseillé avant toute saillie car il s'agit d'une maladie héréditaire même si elle est multi-factiorielle*. (les stades A, B et C sont acceptés pour tout ce qui est de l'homologation des titres et cotations). Lors du dépistage, plus la lettre est proche du A et plus la probabilité que le chien présente des problèmes de hanches en vieillissant est faible.
* dit autrement : la seule génétique ne suffit pas à prédire le stade de dysplasie d'un chien. Son environnement, son alimentation, sa croissance, son activité auront un rôle prépondérant dans l'apparition de problèmes.

## Élevage

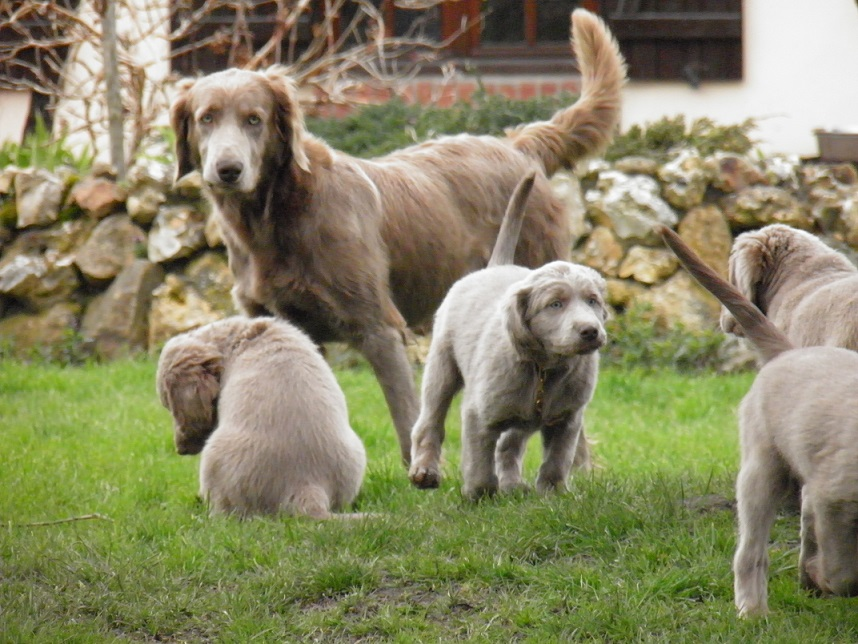
Femelle braque de Weimar à poil long et ses petits.

### Alimentation
L'alimentation de ce chien doit varier en fonction de son âge et des conditions de vie (activité physique intense, croissance...). Ce chien étant de type glouton, il est capable de prendre toute nourriture à sa portée, une bonne éducation sera donc essentielle.

### Élevage en France
En France, plusieurs éleveurs professionnels (c'est-à-dire des éleveurs qui ont obtenu un certificat de capacité à l'élevage émanant de la Société Centrale Canine) sont des producteurs de cette race

### Génétique
La variété à poils longs est moins commune que la variété à poils courts pour des raisons génétiques car le gène pour obtenir un braque de Weimar à poil long est récessif.
Vu la rareté, encore actuelle, des braques de Weimar à poils longs, il est recommandé que le niveau de consanguinité soit contrôlé.